# Tomaszew (Mazovie)
Pour les articles homonymes, voir Tomaszew.
Tomaszew (prononciation : [tɔˈmaʂɛf]) est un village polonais de la gmina de Wiskitki dans le powiat de Żyrardów de la voïvodie de Mazovie dans le centre-est de la Pologne.
Il se situe à environ 5 kilomètres au sud-ouest de Wiskitki (siège de la gmina), 5 kilomètres à l'ouest de Żyrardów (siège de la Powiat) et à 48 kilomètres au sud-ouest de Varsovie (capitale de la Pologne).

## Histoire
De 1975 à 1998, le village appartenait administrativement à la voïvodie de Skierniewice.